# Torre Maura

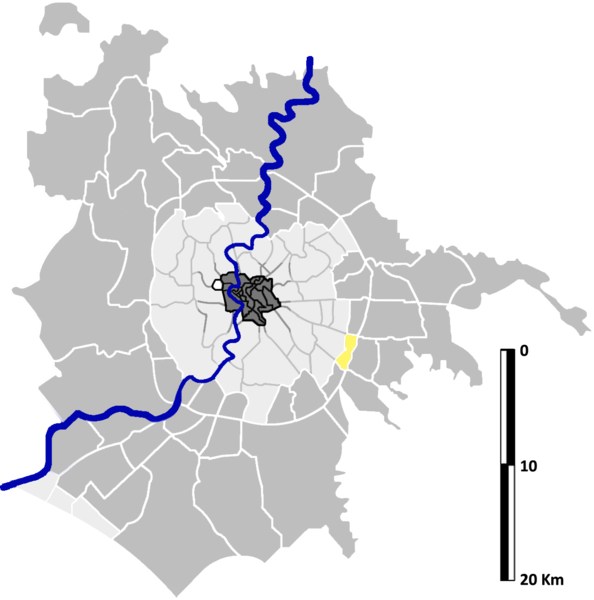
Localisation de Torre Maura sur la carte administrative de Rome.

Torre Maura est une zona di Roma (zone de Rome) située au sud-est de Rome dans l'Agro Romano en Italie. Elle est désignée dans la nomenclature administrative par Z.XV et fait partie des Municipio VI et VII. Sa population est de 25 191 habitants répartis sur une superficie de 3,33 km2.
Il forme également une « zone urbanistique » désigné par le code 8.a, qui compte en 2010 : 20 662 habitants.

## Lieux particuliers
- Église San Giovanni Leonardi (1951)
- Église Santi Gioacchino e Anna
- Église San Giuseppe Moscati